# Hiawatha (Iowa)
Hiawatha è una città degli Stati Uniti d'America, situata nello Stato dell'Iowa, nella Contea di Linn. La città fa parte dell'area metropolitana di Cedar Rapids.